# Бабушка для всех
«Бабушка для всех» — художественный фильм, снятый в 1987 году на киностудии «Грузия-фильм».

## Сюжет
Детский танцевальный ансамбль отправляют в Париж на международный конкурс. Бабушка одного из танцоров должна ехать с ними сопровождающей.

## В ролях
- Марина Тбилели — бабушка Кетеван
- Гурам Пирцхалава — Георгий Николаевич, руководитель танцевального ансамбля
- Гиви Тохадзе — дедушка участника ансамбля
- Татиа Рухадзе — Теона
- Гиа Двалишвили — Заза, внук Кетеван
- Нодар Дугладзе
- Берта Хапава — член жюри
- Тамара Кирикашвили — жена Георгия Николаевича
- Давид Папуашвили — Арчил, музыкант
- Бекар Монавардисашвили — Заза, внук Кетеван
- Байя Двалишвили — Марина, мать Зазы
- Лиа Капанадзе
- Шалва Херхеулидзе — дедушка участника ансамбля
- Манони Абашидзе
- Резо Имнаишвили — отец участника танцевального ансамбля
- Натела Мачавариани
- Тэа Габуния — мать участника танцевального ансамбля
- Марика Гогичаишвили
- Георгий Дадиани — член жюри
- Иосеф Джачвлиани — отец участника танцевального ансамбля
- Дареджан Джожуа
- Джумбер Дзидзава